# Kościół Miłosierdzia Bożego w Starym Kostrzynku
Kościół Miłosierdzia Bożego w Starym Kostrzynku – katolicki kościół filialny zlokalizowany we wsi Stary Kostrzynek w gminie Cedynia, w powiecie gryfińskim (województwo zachodniopomorskie). Jest filią parafii Matki Bożej Królowej Pokoju w Siekierkach.

## Historia i architektura
Kościół zbudowany został na przełomie XV i XVI wieku. Murowany z regularnie ociosanych granitowych bloków, jest budowlą salową, sytuowaną na planie prostokąta, z prezbiterium zamkniętym prostą ścianą. Nakryty jest dachem dwuspadowym. Okna zamknięte są ostrołukowo. Przy ścianie frontowej znajduje się pozostałość po dawnej wieży kościelnej, współcześnie pełniąca funkcję zakrystii. Wnętrze świątyni nakrywa drewniany, belkowany strop. Nad wejściem umieszczona jest drewniana empora muzyczna.
Kościół, spalony podczas działań wojennych w 1945 roku, został odbudowany w latach 1989–1990. Konsekrował go w dniu 22 czerwca 1991 roku biskup Jan Gałecki.